# Hermann Blau

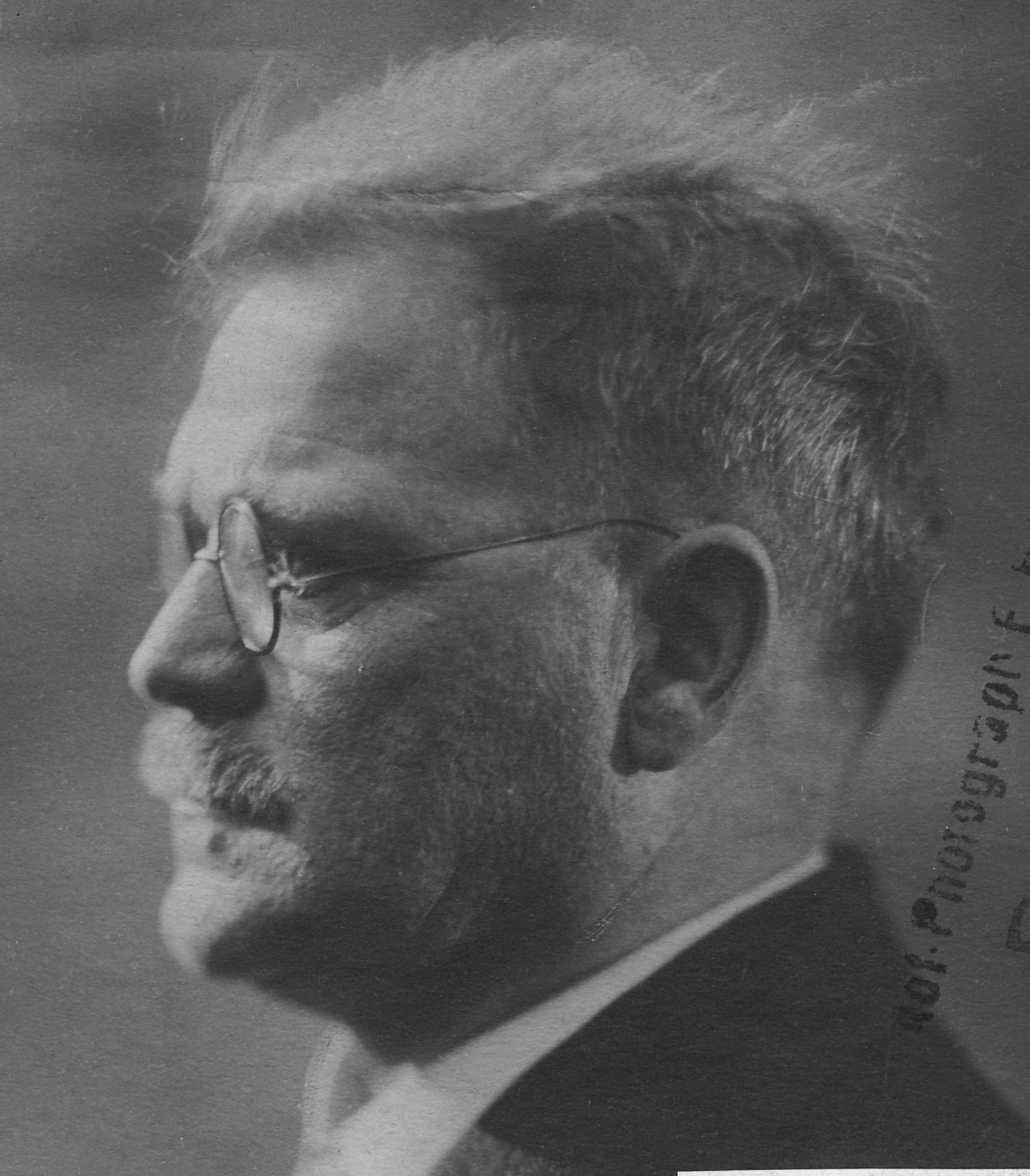
Hermann Blau

Hermann Blau (* 21. Januar 1871 in Graben bei Karlsruhe; † 18. Februar 1944 in Stephanskirchen bei Rosenheim) war ein deutscher Chemiker und Erfinder, der Anfang des 20. Jahrhunderts mit einer in Stahlflaschen versendeten ungefährlicheren Variante des Stadtgases Erfolg hatte. Es wurde nach ihm Blaugas genannt und war das erste Flüssiggas.
Blau selbst war Apotheker und studierte bei Adolf von Baeyer. 1903 erhielt er ein Patent auf Blaugas und gründete 1904 eine Fabrik in Augsburg-Oberhausen. Er war mit diesen Vorläufern der Propangas-Flaschen bis in die 1920er Jahre erfolgreich, sie wurden zum Heizen, Leuchten und Kochen benutzt, zum Beispiel für Leuchttürme und hatten Vorteile überall wo Gasleitungen nicht verlegt wurden. Später wurden sie von Propangas und Elektrizität verdrängt, Blaugas machte aber noch einmal als Treibstoff für Zeppeline in den 1930er Jahren von sich reden.